# Гарбарек, Аня
Аня Гарбарек (норв. Anja Garbarek, род. 24 июля 1970, Осло, Норвегия) — норвежский автор-исполнительница песен. Выпустила четыре альбома, а также написала саундтрек к фильму Люка Бессона «Ангел-А». Аня — дочь известного норвежского джазового саксофониста Яна Гарбарека.
Аня говорит, что не любит быть предсказуемой.
Мне нравится смешивать мрачные стихи со спокойной мелодией, сочетать приятное с ужасным…

## Дискография
- Velkommen inn (1992)
- Balloon Mood (1996)
- Smiling & Waving (2001)
- Briefly Shaking (2005)
- The Road Is Just a Surface (2018)